# 에즈기 몰라
에즈기 몰라(Ezgi Mola, 1983년 3월 29일 ~ )는 튀르키예의 배우이다. 2021년 황금나비상 여우주연상 공동 수상자이다.